# Francis Pipelin
Francis Pipelin, né le 7 juillet 1933 à Saint-Méen-le-Grand, est un coureur cycliste français. Professionnel de 1956 à 1962, il a remporté le Grand Prix du Midi libre et terminé deuxième du Critérium du Dauphiné libéré en 1958.

## Palmarès
- 1953
  - 3e du Circuit de l'Armorique
  - 3e de l'Élan breton
- 1954
  - 3e de Manche-Océan
- 1955
  - 1rea étape du Tour de la Manche
- 1956
  - Classement général du Tour de l'Ouest
- 1957
  - 2e du Tour de l'Ariège
  - 7e du Tour de Romandie
- 1958
  - Promotion Pernod
  - Grand Prix du Midi libre :
    - Classement général
    - 3ea étape (contre-la-montre)

  - 1re étape du Critérium du Dauphiné libéré
  - 2e du Critérium du Dauphiné libéré
- 1959
  - 3e du Grand Prix d'Alger (contre-la-montre par équipes)
- 1960
  - Prix de l'Amitié
  - 2e de Kuurne-Bruxelles-Kuurne
- 1961
  - Manche-Océan

## Résultats sur les grands tours

### Tour de France
4 participations
- 1957 : 46e
- 1958 : 61e
- 1959 : abandon (14e étape)
- 1960 : 73e

### Tour d'Espagne
1 participation
- 1961 : 38e